# Gaio Cilnio Mecenate
Gaio Cilnio Mecenate (in latino Gaius Cilnius Maecenas; Arezzo, 15 aprile 68 a.C. – 8 a.C.) è stato un politico romano, influente consigliere e alleato dell'imperatore Augusto.
Fu un importante protettore della nuova generazione di poeti augustei, tra i quali Orazio, Vario Rufo e Virgilio. Durante il regno di Ottaviano Augusto, Mecenate prestò servizio come ministro de facto della cultura, ma nonostante la ricchezza e il potere accumulati scelse di non sedere nel Senato capitolino, preferendo rimanere di rango equestre.

## Biografia
Secondo la testimonianza del poeta Properzio, sembra che Mecenate avesse partecipato alle campagne di Modena, Filippi e Perugia.  L'aretino traeva vanto del suo antico lignaggio etrusco e rivendicò la propria discendenza dal principesco casato dei Cilnii, all'origine della gelosia dei suoi concittadini (in quanto era notevole la ricchezza ed influenza di quest'ultimi nell'Arezzo del IV secolo a.C.). Tacito lo chiama “Cilnio Mecenate” ed è possibile che “Cilnio” fosse il nome della madre, e Mecenate il cognome.
Un Gaio Mecenate è altresì menzionato da Cicerone nel 91 a.C. come membro influente dell'ordine equestre. Dalle testimonianze di Orazio e dai testi letterari dello stesso Mecenate si deduce che egli avesse beneficiato dei più alti gradi d'istruzione del tempo.
Le sue ingenti ricchezze potrebbero essere state in gran parte ereditate, ma dovette la sua posizione ed influenza grazie allo stretto legame con l'imperatore Augusto. 
Fece la sua apparizione nella vita pubblica nel 40 a.C., quando fu incaricato di chiedere per Ottaviano la mano di Scribonia in matrimonio; in seguito partecipò ai negoziati di pace a Brindisi ed alla riconciliazione con Marco Antonio. In quanto amico e consigliere agì sempre come delegato di Augusto quando si recava all'estero. Negli ultimi anni di vita, tuttavia, le relazioni tra i due divennero più fredde, in parte probabilmente perché Augusto aveva avuto un'avventura con la moglie Terenzia. Ciononostante, prima di morire Mecenate avrebbe nominato proprio Augusto quale unico erede.
Nel "viaggio verso Brindisi", svoltosi nel 37 a.C., si dice che Mecenate e Marco Cocceio Nerva, bisnonno del futuro imperatore Nerva, avessero un'importante missione, dalla quale scaturì il Trattato di Taranto: un trattato di riconciliazione tra i due grandi nemici.
Durante la guerra con Sesto Pompeo, nel 36 a.C., egli tornò a Roma, e gli fu concesso il supremo controllo amministrativo in Italia.
Fu vicereggente di Ottaviano durante la battaglia di Azio, quando, con grande fermezza, soffocò in gran segreto la congiura di Marco Emilio Lepido il Giovane e durante le successive assenze di Ottaviano dalle province.

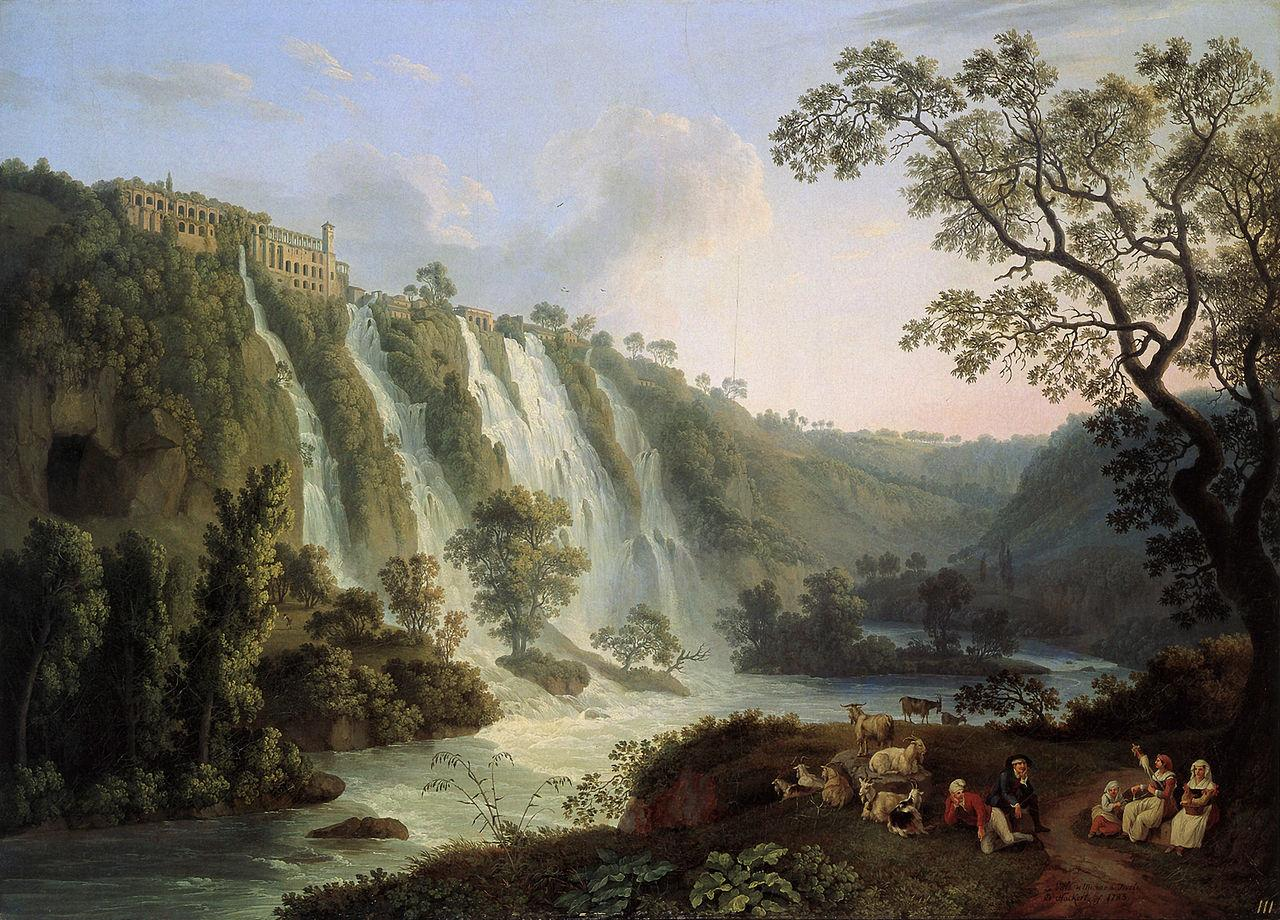
Jakob Philipp Hackert
La Villa di Mecenate a Tivoli (1783)
Museo dell'Ermitage (San Pietroburgo)

Formò un circolo di intellettuali e poeti che protesse, incoraggiò e sostenne nella loro produzione artistica, tra cui spiccano Orazio, Virgilio e Properzio.
Con questo suo atteggiamento egli diede un efficace sostegno al regime che Augusto stava instaurando: molte delle opere prodotte con il sostegno di Mecenate contribuirono infatti ad illustrare l'immagine di Roma ed a sostenere alcune azioni della politica dell'imperatore.
Fu per molti anni il migliore amico di Augusto oltreché il suo più stretto collaboratore, e per molti aspetti contribuì alla creazione della struttura data da Ottaviano allo Stato romano, nel quale le istituzioni tradizionali (Senato e magistrature in primis) furono svuotate di significato e fu istituito un apparato amministrativo fondato sul coinvolgimento degli equites.
Una sintesi del suo personaggio come uomo e statista proviene da Velleio Patercolo che lo descrive come "insonne nella vigilanza e nelle emergenze, lungimirante nell'agire, ma nei momenti di ritiro dagli affari più lussuoso ed effeminato di una donna". Da alcuni passi nelle Odi di Orazio si può dedurre che Mecenate non avesse la robustezza fisica richiesta alla maggior parte dei romani, e notoria fu l'intensa passione di Mecenate per un liberto di nome Batillo, un attore, poeta e mimo originario di Alessandria d'Egitto più giovane di lui di 15-20 anni. Su tale rapporto si hanno testimonianze dello pseudo Lucio Anneo Cornuto, Tacito e Dione Cassio, mentre Orazio si spinge fino a metter la vicenda in parallelo con quella dell'antico poeta lirico greco Anacreonte il quale bruciava d'amore per un altro Batillo, un efebo.
Mecenate morì nell'8 a.C., lasciando tutte le sue ricchezze all'imperatore; gli imperatori successivi vollero continuare ad accumulare tesori e a patrocinare gli artisti, tanto che uno dei più importanti dipartimenti di corte – in effetti era quello del tesoro – divenne delle largitiones, letteralmente delle elargizioni, anche se la maggior parte delle spese avevano finalità più pragmatiche.

## Patronato delle arti

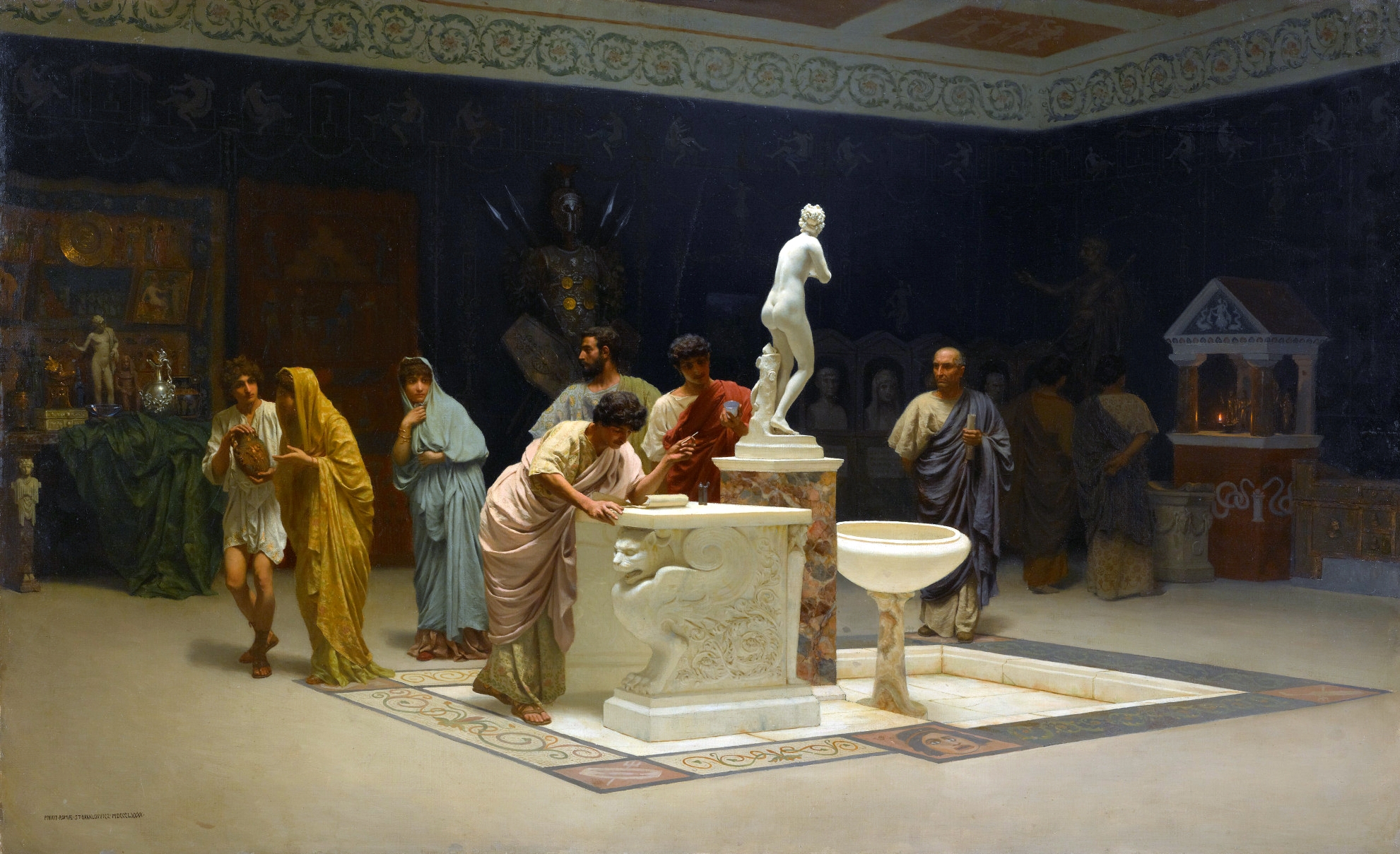
Stefan Bakałowicz
Il circolo di Mecenate (1890)
Galleria Tret'jakov (Mosca)

Mecenate è celebre per il suo sostegno ai giovani poeti, tanto che il suo nome è divenuto nel tempo sinonimico di "protettore di artisti". Virgilio scrisse le Georgiche in suo onore e fu lui che, impressionato dalla poesia di Orazio, lo presentò a Mecenate, cosa che gli permise di iniziare la prima delle sue Odi (Odi, I,1) grazie alla direzione del suo nuovo protettore. Mecenate diede a costui pieno appoggio finanziario, come pure una proprietà nei monti della Sabina, in pieno spirito di Evergetismo.
Furono altresì suoi protetti sia Properzio sia i poeti minori Lucio Vario Rufo, Cornelio Gallo, Aristio Fusco, Plozio Tucca, Valgio Rufo, Domizio Marso, Quintilio Varo, Caio Melisso e Emilio Macro.
Per la sua munificenza, che rese il suo nome noto a tutti, ebbe la gratitudine degli scrittori, attestata anche dai ringraziamenti di scrittori di età successiva, come Marziale e Giovenale.  Il suo patronato non fu una forma di vanità o di semplice dilettantismo letterario, ma fu interessato, vedendo nella genialità dei poeti del tempo non solo un ornamento letterario, ma un modo di promuovere e onorare il nuovo ordine politico.
Il cambiamento di toni e di intenti di Virgilio tra le Bucoliche e le Georgiche fu proprio il risultato della direzione data da Mecenate al genio del poeta, così come alla luce dell'influsso di Mecenate va vista la differenza tra le prime odi di Orazio, nelle quali quest'ultimo dichiara il suo epicureismo ed una totale indifferenza per gli affari di stato, e le odi civili. Tentò inoltre di convogliare il femmineo genio di Properzio verso temi di interesse civile. Tutto ciò non minò l'affetto che provarono i suoi protetti per lui, poiché il fascino che esercitava sui letterati del suo circolo era cordiale e sincero: nella sua intimità, ammise sempre uomini di valore che trattò da eguali. Probabilmente molta della sagacia di Mecenate si può riscontrare nelle Satire e nelle Epistole di Orazio. Nessun altro patrono ebbe in sorte quello di legare il nome a delle opere eterne, come le Georgiche, i primi tre libri delle Odi, il primo libro delle Epistole.

## Opere
Mecenate scrisse anche opere letterarie, sia in prosa che in versi: ci sono rimasti venti frammenti che dimostrano come, in veste di autore, avesse meno successo che come protettore dei letterati. I suoi soggetti sono vari (Prometeo, Simposio - un ricevimento al quale erano presenti Virgilio, Orazio e Messalla Corvino), De cultu suo (una sorta di biografia) ed il poema In Octaviam ("Contro Ottavia") del quale non è chiaro il contenuto, ma che era stato ridicolizzato da Augusto, Quintiliano e Seneca per lo stile, l'uso di parole rare e per le goffe trasposizioni. 
Secondo Dione Cassio, Mecenate fu anche l'inventore di un sistema stenografico.

## Giudizio storico
Sebbene le opinioni sulla persona Mecenate fossero contrastanti, unanimi erano le testimonianze sulla sua capacità amministrativa e diplomatica: difatti, egli condivise il sogno di dare un nuovo ordinamento all'impero, di conciliare le parti, di salvarlo dai pericoli.
Gli storici ritengono che, grazie alla sua influenza, la politica di Ottaviano fosse diventata più umana dopo la sua prima alleanza con Antonio e Lepido. 
L'atteggiamento assunto da Mecenate è divenuto un modello: numerosi sono i regimi che si sono avvalsi dell'opera di artisti e di intellettuali per migliorare la propria immagine politica. Un esempio di mecenatismo fu quello di Cosimo il Vecchio de' Medici (1389-1464) e di suo nipote Lorenzo il Magnifico (1449-1492), che raccolsero attorno a sé i più grandi talenti dell'epoca.

### Eponimia
Il termine mecenate, in lingue come l'italiano, il francese (mécène) e lo spagnolo (mecenas), indica una persona dotata di potere o risorse che sostiene concretamente la produzione creativa di certi letterati e artisti. 
Si parla di mecenatismo anche per il sostegno ad attività come il restauro di monumenti o il sostegno ad attività sportive; inoltre, si usa inoltre il termine mecenate d'impresa per indicare un finanziatore di iniziative imprenditoriali con caratteristiche innovative e di rischio, dalle quali non si aspetta un ritorno finanziario diretto.

## Nella cultura di massa
Mecenate compare nel videogioco di ruolo per PlayStation 2 Shadow of Rome, dove è un alleato del giovane Ottaviano: insieme scoprono che Antonio è il responsabile della congiura del 15 marzo del 44 a.C. contro Giulio Cesare.
Mecenate è protagonista, assieme a Virgilio, del romanzo di Sebastiano Vassalli Un infinito numero, dove i due intraprendono un viaggio nel tempo nell'antica Etruria.